# Cuscuta acuta
Cuscuta acuta är en vindeväxtart som beskrevs av Georg George Engelmann. Cuscuta acuta ingår i släktet snärjor, och familjen vindeväxter. Inga underarter finns listade i Catalogue of Life.